# Retamoso de la Jara
Retamoso de la Jara är en kommun i Spanien.   Den ligger i provinsen Toledo och regionen Kastilien-La Mancha, i den centrala delen av landet, 120 km sydväst om huvudstaden Madrid. Antalet invånare är 122.